# فليتوود ماك
فليتوود ماك (بالإنجليزية: Fleetwood Mac)‏ هي فرقة روك بريطانية-أمريكية تأسست في يوليو 1967 بلندن. استطاعت الفرقة بيع أكثر من 100 مليون ألبوم في جميع أنحاء العالم، ما يجعلها واحدة من أكثر الفرق مبيعاً على الإطلاق. في عام 1988 أعضاء مختارين من الفرقة تم إدراج أسمائهم في الروك آند رول هال أوف فيم لمساهمتهم البارزة في صناعة الموسيقى.
الفترتين الأكثر نجاحاً للفرقة كانت خلال ستينات القرن العشرين أثناء ازدهار البلوز البريطاني، حيث كانت الفرقة بقيادة عازف الإيتار بيتر غرين واستطاعت فليتوود ماك الوصول للمرتبة الثانية في المملكة المتحدة عبر الأغنية المفردة ألباتروس وفترة ما بين عامي 1975 حتى 1987، ومع نزعة أكثر توجهاً للبوب، انضم كل من كريستين مكفي وليندزي باكنغهام وستيفي نيكس وقامت فليتوود ماك بإصدار ألبومها الثاني شائعات عام 1977 بمشاركة كل من باكنغهام ونيكس. حقق الألبوم نجاحاً كبيراً بوصول 4 أغاني مفردة منه على لائحة أفضل 10 أغاني مفردة في الولايات المتحدة (بما في ذلك أغنية نيكس "دريمز"). وبقي الألبوم محافظ على المركز الأول لمدة 34 أسبوع على لائحة الألبومات الأكثر مبيعاً في الولايات المتحدة. بالإضافة لوصول الألبوم للمركز الأول في بلدان مختلفة حول العالم. حتى الآن باع الألبوم أكثر من 40 مليون نسخة في جميع أنحاء العالم، ما يجعل الألبوم سادس أعلى ألبوم مبيعاً على الإطلاق. حققت الفرقة بعد ذلك نجاح أكثر اعتدالاً خلال الفترة ما بين 1971 و 1974، عندما شكلت تشكيلة الفرقة بوب ويلش، في التسعينات شهدت الفرقة انفصال وعودة كل من نيكس وباكنغهام وخلال الألفية رحيل وعودة كريستسن مكفي.
بسبب التغييرات العديدة التي شهدتها الفرقة، العضو الوحيد الأصلي حالياً هو عازف الطبول ميك فليتوود. وعلى الرغم من أن مؤسس الفرقة بيتر غرين قام بتسمية الفرقة من خلال الجمع بين ألقاب زميليه في الفرقة: فليتوود ومكفي.

## روابط خارجية
- فليتوود ماك على موقع IMDb (الإنجليزية)
- فليتوود ماك على موقع الموسوعة البريطانية (الإنجليزية)
- فليتوود ماك على موقع ميوزك برينز (الإنجليزية)
- فليتوود ماك على موقع رولينغ ستون (الإنجليزية)
- فليتوود ماك على موقع أول ميوزيك (الإنجليزية)
- فليتوود ماك على موقع ديسكوغز (الإنجليزية)